# Qualificazioni alla Volleyball Challenger Cup maschile 2018 - America del Nord
Le qualificazioni nordamericane alla Volleyball Challenger Cup maschile 2018 si sono svolte dal 5 al 9 giugno 2018: al torneo hanno partecipato cinque squadre nazionali nordamericane e una si è qualificata alla Volleyball Challenger Cup 2018.

## Impianti
|                                                                          |  |  |
|                                                                          |  |  |
| Sala 19 de Noviembre Città: Pinar del Río Capienza: ? Anno d'apertura: ? |  |  |

## Regolamento

### Formula
Le squadre hanno disputato un'unica fase con formula del girone all'italiana.

### Criteri di classifica
Se il risultato finale è stato di 3-0 sono stati assegnati 5 punti alla squadra vincente e 0 a quella sconfitta, se il risultato finale è stato di 3-1 sono stati assegnati 4 punti alla squadra vincente e 1 a quella sconfitta, se il risultato finale è stato di 3-2 sono stati assegnati 3 punti alla squadra vincente e 2 a quella sconfitta.
L'ordine del posizionamento in classifica è stato definito in base a:
- Numero di partite vinte;
- Punti;
- Ratio dei set vinti/persi;
- Ratio dei punti realizzati/subiti;
- Risultati degli scontri diretti.

## Squadra partecipanti
- Cuba
- Costa Rica
- Guatemala
- Messico[1]
- Porto Rico
- Trinidad e Tobago

## Torneo

### Risultati
| 5 giugno 2018 Sala 19 de Noviembre, Pinar del Río Durata: 1h:31 - Spettatori: 300 | Porto Rico        | 3 - 0 | Trinidad e Tobago | 25-15, 25-14, 27-25        |
| 5 giugno 2018 Sala 19 de Noviembre, Pinar del Río Durata: 1h:19 - Spettatori: 600 | Cuba              | 3 - 0 | Guatemala         | 25-10, 25-16, 25-16        |
| 6 giugno 2018 Sala 19 de Noviembre, Pinar del Río Durata: 1h:34 - Spettatori: 200 | Trinidad e Tobago | 3 - 0 | Costa Rica        | 25-12, 27-25, 26-24        |
| 6 giugno 2018 Sala 19 de Noviembre, Pinar del Río Durata: 1h:28 - Spettatori: 300 | Guatemala         | 0 - 3 | Porto Rico        | 11-25, 15-25, 21-25        |
| 7 giugno 2018 Sala 19 de Noviembre, Pinar del Río Durata: 1h:07 - Spettatori: 300 | Costa Rica        | 0 - 3 | Porto Rico        | 17-25, 12-25, 12-25        |
| 7 giugno 2018 Sala 19 de Noviembre, Pinar del Río Durata: 1h:18 - Spettatori: 600 | Cuba              | 3 - 0 | Trinidad e Tobago | 25-21, 25-13, 25-11        |
| 8 giugno 2018 Sala 19 de Noviembre, Pinar del Río Durata: 1h:52 - Spettatori: 380 | Guatemala         | 3 - 1 | Costa Rica        | 22-25, 25-15, 25-15, 25-17 |
| 8 giugno 2018 Sala 19 de Noviembre, Pinar del Río Durata: 1h:27 - Spettatori: 600 | Cuba              | 3 - 0 | Porto Rico        | 25-18, 25-22, 25-20        |
| 9 giugno 2018 Sala 19 de Noviembre, Pinar del Río Durata: 2h:04 - Spettatori: 300 | Trinidad e Tobago | 1 - 3 | Guatemala         | 25-20, 28-30, 21-25, 20-25 |
| 9 giugno 2018 Sala 19 de Noviembre, Pinar del Río Durata: 1h:10 - Spettatori: 400 | Cuba              | 3 - 0 | Costa Rica        | 25-13, 25-16, 25-16        |

### Classifica
| Pos. | Squadra           | Pt | G | V | P | SV | SP | Ratio | PF  | PS  | Ratio |
| ---- | ----------------- | -- | - | - | - | -- | -- | ----- | --- | --- | ----- |
| 1.   | Cuba              | 20 | 4 | 4 | 0 | 12 | 0  | MAX   | 300 | 192 | 1,563 |
| 2.   | Porto Rico        | 15 | 4 | 3 | 1 | 9  | 3  | 3,000 | 287 | 217 | 1,323 |
| 3.   | Guatemala         | 8  | 4 | 2 | 2 | 6  | 8  | 0,750 | 286 | 316 | 0,905 |
| 4.   | Trinidad e Tobago | 6  | 4 | 1 | 3 | 4  | 9  | 0,444 | 271 | 313 | 0,866 |
| 5.   | Costa Rica        | 1  | 4 | 0 | 4 | 1  | 12 | 0,083 | 219 | 25  | 0,674 |

## Classifica finale
| Pos | Squadra           | Rosa |
| --- | ----------------- | --- |
| 1   | Cuba              | Formazione: 2 Melgarejo, 3 Yant, 4 Jiménez, 5 Concepción, 7 García, 9 Osoria, 10 Gutiérrez, 11 Taboada, 13 Romero, 14 Goide, 15 Léon, 17 Alonso, 18 López, 19 Salazar, CT: Vives         |
| 2   | Porto Rico        | Formazione: 3 Guzmán, 5 Nieves, 7 Iglesias, 8 E. Rivera, 15 Rodríguez, 16 Burgos, 17 Colón, 18 Rosario, 21 Vargas, 22 J. Rivera, 24 Cabrera, 25 Rosado, CT: Acevedo                      |
| 3   | Guatemala         | Formazione: 1 Nery, 2 López, 3 Chacón, 4 Menéndez, 6 E. Pineda, 7 Ruano, 8 Santa Cruz, 9 González, 10 Mendoza, 12 T. Pineda, 13 Colindres, 14 Chinchilla, 15 Aragón, 16 Ralón, CT: Lucas |
| 4   | Trinidad e Tobago | Formazione: 4 Grant, 5 Bushe, 6 Roberts, 7 Phillip, 8 Donald, 9 Williams, 10 Hoyte, 11 R. Stewart, 12 Prescott, 13 D. Stewart, 15 Mohammed, 20 Daniel, CT: Morrison                      |
| 5   | Costa Rica        | Formazione: 1 Chávez, 2 Brown, 7 Salas, 8 Araya, 9 Estrada, 10 Gutiérrez, 12 Arias, 11 Ortiz, 12 Chan, 13 Reid, 15 Solano, 20 Ramírez, CT: Pavón                                         |

|  | Qualificata alla Volleyball Challenger Cup 2018 |

## Premi individuali
| Premio                | Nome             | Squadra           |
| --------------------- | ---------------- | ----------------- |
| MVP                   | Miguel Gutiérrez | Cuba              |
| Miglior realizzatore  | Ryan Stewart     | Trinidad e Tobago |
| Miglior servizio      | Eddie Rivera     | Porto Rico        |
| Miglior difesa        | Luis Chávez      | Costa Rica        |
| Miglior ricevitore    | Joshua Mohammed  | Trinidad e Tobago |
| Miglior palleggiatore | Adrián Goide     | Cuba              |
| Miglior opposto       | Miguel Gutiérrez | Cuba              |
| Miglior schiacciatore | Eddie Rivera     | Porto Rico        |
| Miglior schiacciatore | Carlos López     | Guatemala         |
| Miglior centrale      | Kwesi Daniel     | Trinidad e Tobago |
| Miglior centrale      | Liván Osoria     | Cuba              |
| Miglior libero        | Joshua Mohammed  | Trinidad e Tobago |